# Sufragerie

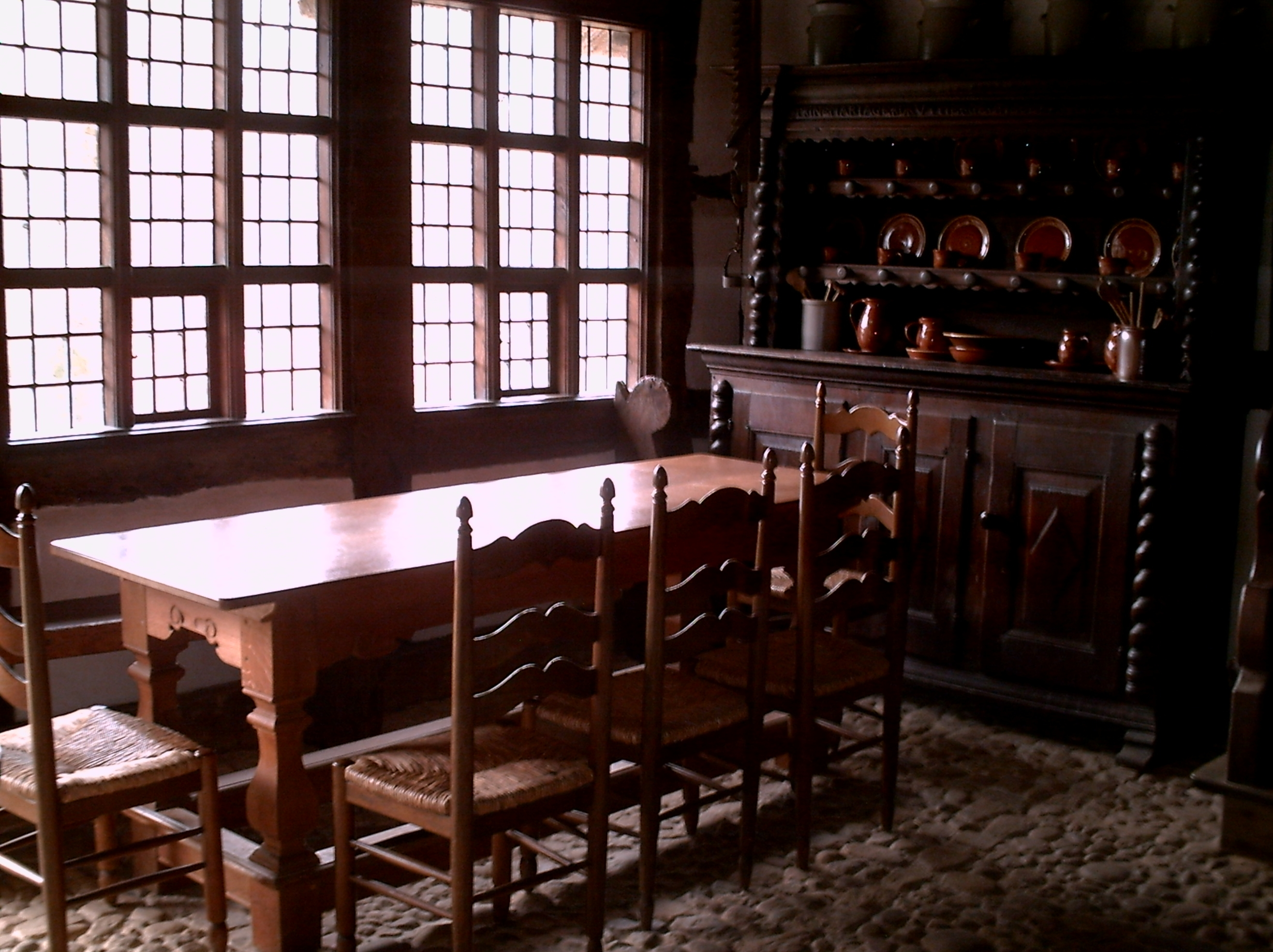

O sufragerie este o cameră special amenajată și mobilată în care se servește masa.